# 守口市立梶小学校
守口市立梶小学校（もりぐちしりつ かじしょうがっこう）は、大阪府守口市にある公立小学校。

## 沿革
守口市立庭窪小学校、守口市立東小学校より分離する形で、1969年に開校した。1971年4月1日に守口市立藤田小学校が分離するも校舎が完成する10月まで同じ敷地内にあった。
- 1969年4月1日 - 守口市立梶小学校として開校
- 1969年7月 - 校章制定、校旗入魂式
- 1970年3月 - 南校舎増築
- 1971年3月 - 体育館増築
- 1973年3月  - 校歌制定
- 1975年3月 - 給食場、特別教室、西校舎増築、南校舎1階拡張
- 1977年3月 - 西校舎3、4階増築
- 1977年7月 - プール完成
- 1978年3月 - 特別教室3階増築
- 1983年4月　梶幼稚園廃園により運動場拡張

## 通学区域
- 守口市 梶町1丁目-2丁目、梶町3丁目（1～19、38～59番）、梶町4丁目（市道梶9号線以西）、佐太東町1丁目、金田町1丁目、大日東町1丁目。

卒業生は守口市立梶中学校に進学する。

## 出身者
- 増田英彦 - 漫才師、ますだおかだ
- 中川家 - 兄弟漫才コンビ

## 交通
- 地下鉄谷町線・大阪モノレール 大日駅 東へ約1.5km。